# ده سال در منیتوبا
ده سال در مانیتوبا (انگلیسی: Ten Years in Manitoba) یک فیلم مستند کانادایی به کارگردانی en:James Freer است که در سال ۱۸۹۸ ساخته شد. فیلمبرداری این مستند در منیتوبا انجام شد.